# Vorstendom Servië
Het Vorstendom Servië (Servisch: Кнежевина Србија, Kneževina Srbija) was een staat in de Balkan die ontstond door de Eerste en Tweede Servische Opstand in 1804 en 1815.

## Geschiedenis
Ondanks de serieuze en extreem gewelddadige onderdrukking en wraak van de Ottomaanse autoriteiten slaagden de revolutieleiders Karađorđe en later Miloš Obrenović erin om Servië na eeuwen van Turkse onderdrukking te bevrijden. Miloš werd erfvorst van het vorstendom Servië.
In het begin omvatte het vorstendom enkel het gebied van het voormalige Pasjaluk Belgrado, maar breidde zich dan uit naar het oosten, zuiden en westen (1831-33). In 1878 breidde het zich verder uit naar het zuidoosten. Na het Congres van Berlijn in 1878 werd het land volledig onafhankelijk en werd zo het Koninkrijk Servië.

## Heersers
Het land kende twee koninklijke families die elkaars rivalen waren: de Karađorđević-dynastie en de Obrenović-dynastie. In 1903 werd Alexander Obrenović met zijn vrouw in een complot vermoord en kwam de Karađorđević-dynastie voorgoed aan de macht in Servië. Deze dynastie zou ook de koningen van Joegoslavië leveren.
- Miloš Obrenović (1815-1839) eerste termijn
- Milan III Obrenović (1839) stierf na 26 dagen regeren
- Michaël Obrenović (1839-1842) eerste termijn
- Alexander Karađorđević (1842-1858)
- Miloš Obrenović (1858-1860) tweede termijn
- Michaël Obrenović (1860-1868) tweede termijn
- Milan IV Obrenović (1868-1882)

## Kaarten

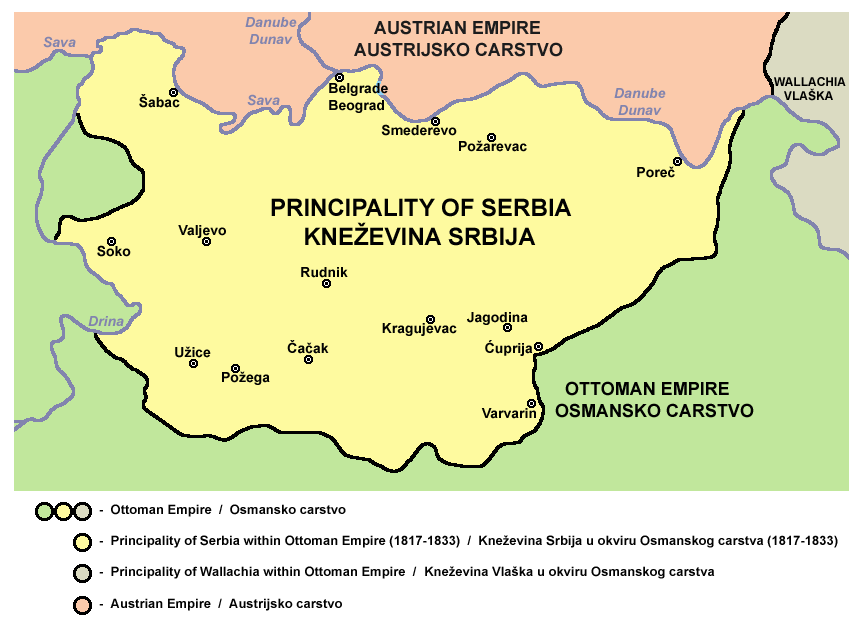
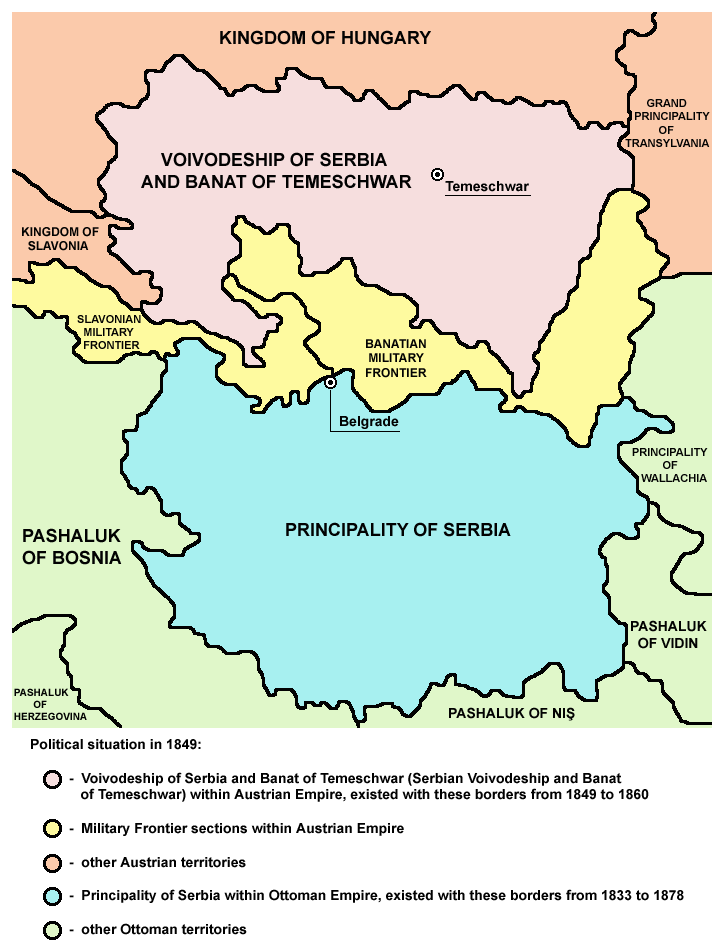
Vorstendom Servië en Vojvodschap Servië en Temesbanaat in 1849
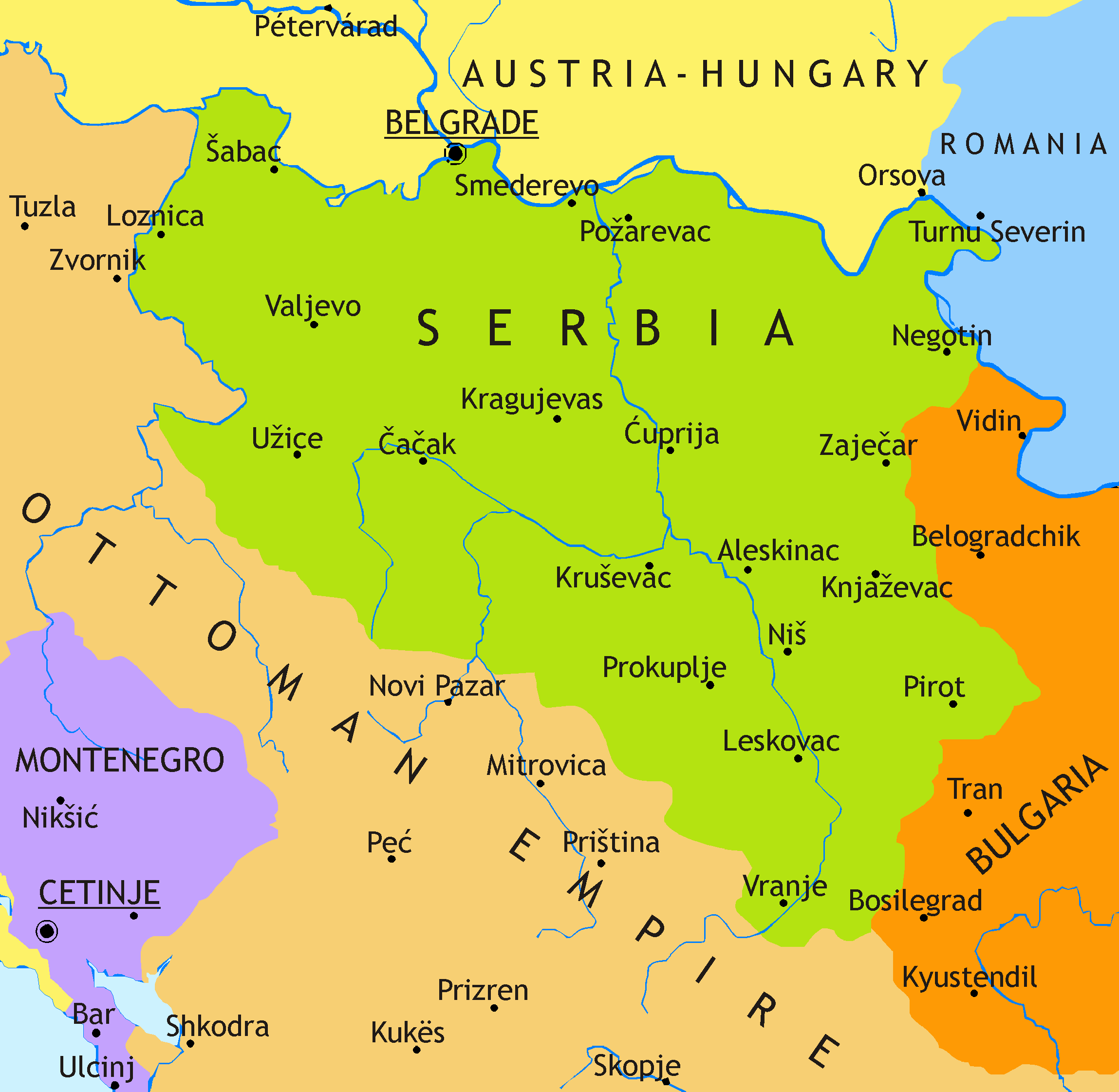
Vorstendom Servië in 1878